# حزمة موجية

تصور الحزمة الموجية.

حزمة موجية  في ميكانيكا الكم (بالإنجليزية: wave packet) هو تصور أن تصاحب كل جسيم حزمة موجية تصف حركته. وقد أدت ظاهرة ازدواجية موجة-جسيم إلى ذلك التصور في الفيزياء. ويمكن للحزمة الموجية أن تتكون من عدة موجات جيبية لها أطوار ومطالات مختلفة يمكنها التداخل إما تداخلا بناء أو تداخلا هداما.

وقد تتعرض الحزمة الموجية أثناء تقدمها للتشتت على جسيم أو لا تتشتت. وتصف ميكانيكا الكم الحزمة الموجية وصفا خاصا: فهي تؤخد كموجة احتمالية تعطي «احتمال» وجود جسيم أو عدة جسيمات في نقطة معينة وبكمية حركة معينة. وهي تماثل في ذلك الدالة الموجية.
وعن طريق تطبيق معادلة شرودنجر في ميكانيكا الكم يمكن تقدير تغير النظام مع الزمن، مماثلا لطريقة وصف الهاملتون للطاقة الكلية في ميكانيكا تقليدية الكلاسيكية. والحزمة الموجية هي حل لمعادلة شرودنجر.

وتعتبر المساحة تحت مربع مطالات الحزمة الموجية أنها تمثل «احتمال» وجود الجسيم في نقطة معينة. وقد لعبت خاصية تحلل حلول معادلة شرودنجر دورا هاما في مسألة رفض تفسير شرودنجر الأصلي لمعنى حلولها، وقبول تفسير بورن الذي قدمه ماكس بورن.

## تأريخ
مع مطلع القرن العشرين بدى أن الميكانيكا التقليدية تتعثر في تفسير بعض الظواهر الطبيعية. فقد اقترح اسحاق نيوتن أن الضوء مكون من جسيمات، لكن الضوء يبدي في تجارب كثيرة خواص الموجات مما دعى الفيزيائيين إلى الأخذ بالتصور الموجي لوصف الأشعة الكهرومغناطيسية بما فيها الضوء.
ولم يعد التصور الجسيمي للضوء ثانيا إلا في العشرينيات حيث بدأ الفيزيائيون يقتنعون بأن للضوء أيضا خواص الجسيمات. وقد ساعد ابتكار ميكانيكا الكم - ونجاحها في تفسير نتائج بعض التجارب الغريبة - على قبولها.
ويعتبر واحد من أهم تفسيرات ميكانيكا الكم أن الضوء يتكون من حزم من الطاقة تسنى فوتونات. وتعتمد طاقة الفوتون على تردده {\displaystyle \nu }
بالعلاقة:
{\displaystyle E=nh\nu }
حيث أن الطاقة E هي عدد صحيح n لمضاعفات ثابت بلانك h والتردد {\displaystyle \nu }
.
وتطورت ميكانيكا الكم خلال العشرينيات من القرن الماضي وتدعّم تفسيرها للجسيمات بأنها موجات احتمالية. وترجع تفسيرات حركة الجسيمات، ومكانها وجميع خواصها إلى حلول تلك الموجات الاحتماية ومقدار مطالها. وقد تأكد هذا الوصف الموجي لعالم الجسيمات في تجارب عديدة، حيث اعتبرت الظاهرة الموجية للجسيمات أنها تنبع من كون الجسيمات ماهي إلا حزم موجية.

## الصياغة الرياضية
سنعتبر حزمة موجية مكونة من موجة واحدة، تمثل إحدى حلول المعادلة الموجية:
{\displaystyle {\frac {\partial ^{2}\psi }{\partial x^{2}}}={\frac {1}{c^{2}}}\cdot {\frac {\partial ^{2}\psi }{\partial t^{2}}}}
حيث c سرعة الموجة.
ولذلك نبدأ باعتبار حالة موجة لها تردد واحد وبالتالي طول موجة واحد، وتلك هي أبسط حالة لحل المعادلة الموجية أعلاه
ويمكن تمثيل موجة ذات تردد ثابت تنتشر في اتجاه x بالمعادلة:
{\displaystyle \psi _{\rm {einzeln}}(x,t)=c_{s}\cdot e^{i(\omega t-kx)}}
حيث:
{\displaystyle \omega } التردد ووحدته [1/ثانية]
{\displaystyle k} العدد الموجي ووحدته [1/سنتيمتر]
({\displaystyle e^{i(\omega t-kx}} دالة موجية تعتمد على الزمن t والمكان x في صيغة عدد مركب،
{\displaystyle c_{s}} مطال الموجة.
ومن الوجهة الفيزيائية فإنه يكفي اعتبار الجزء الحقيقي فقط:
{\displaystyle Re\left(\psi _{\rm {einzeln}}(x,t)\right)=c_{s}\cdot \cos(\omega t-kx)}
ويمكن تطابق عدة موجات لها ترددات مختلفة، ويمثل مجموعها أيضا حلا للمعادلة الموجية:
{\displaystyle \psi (x,t)=\sum \limits _{j}c_{j}\cdot e^{i(\omega _{j}t-k_{j}x)}.}
كما يمكن حل المعادلة الموجية عن طريق إجراء التكامل بدلا من عملية الجمع. بذلك يتحدد المطال (c(k الذي يعتمد على العدد الموجي k :
(1) {\displaystyle \psi (x,t)=\int _{-\infty }^{\infty }c(k)\cdot e^{i(\omega t-kx)}\mathrm {d} k.}

## اقرأ أيضًا
- دالة موجية
- مطال الاحتمال
- تذبذب
- حيود براج
- قانون براج
- تداخل
- حيود الإلكترونات
- تردد فراغي